# Матеуш Бембус
Матеуш Бембус S. J. (пол. Mateusz Bembus; 1567, Познань — 30 липня 1645, Краків) — польський релігійний діяч в Речі Посполитій.

## Коротка біографія
1587 року став єзуїтом. Навчав у середніх школах кілька років (3 роки у Вільнюсі викладав філософію, 8 — теологію), мав промови, завдяки яким став відомим проповідником. На нього значни вплив мав Пйотр Скарґа (можна вважати вчителем; їх життєві шляхи були сходими). Після відходу П. Скарґи з королівського двору став проповідником короля. Відтоді розвинув активну діяльність, став одним з чільних діячів-єзуїтів другого покоління. Мав менше такту, поміркованості, ніж П. Скарґа. Через 5 років перебування при дворі виїхав до Риму без уповноваження короля чи через інтриги дворянина-протестанта Денгофа — улюбленця короля, якого як єретика хотів усунути з двору. Повернувся з Риму 25 вересня 1619; був ректором в Познані (1621-23), потім — проректором (препозитом) в домі сповідників (професів) у Кракові до 1627 року. В 1625 році керував Польською провінцією єзуїтів як віце-провінціял, довгий час радник провінціялів брав участь у всіх справах ордену. В 1629 році брав участь:
- у першій спільній відправі — Богослужіння з єпископами-уніатами, між ними Мелетій Смотрицький, митрополит Йосиф Рутський в латинській катедрі Львова, мав проповідь як королівський проповідник.[5] (проповідь була видана працею «Wzywanie do jedności katolickiej», 1629).[6]
- в Синоді Греко-Католицької Церкви у Львові для зміцнення унійного руху.

Брав участь в унійній акції Польської Вірменської Церкви (проповідь видана друком в праці «Ormiańskie nabożeństwo», 1630).
В 1613 році у двох листах виступив проти порозуміння з протестантами після їхньої пропозиції проекту згоди з католиками, вважаючи це непотрібним через їх слабкість. В 1615 році виступив з працею «Monita Salutaria» на захист ордену єзуїтів. В останні роки життя відійшов від безпосердньої участі в публічному житті; був порадником керівників, віддавася аскезі, готував до друку свої праці (не вийшли). Помер в домі сповідників св. Барбари у Кракові.